# Áttetsző pontylazac
Az áttetsző pontylazac vagy üvegprisztella (Pristella maxillaris) a sugarasúszójú halak (Actinopterygii) osztályába, a pontylazacalakúak (Characiformes) rendjébe és a pontylazacfélék (Characidae) családjába tartozó faj.

## Előfordulása
Élőhelye Venezuela, Guyana, Amazónia folyói.

## Megjelenése
Testhossza 3–4,5 centiméter. Testalakja a legtöbb pontylazacéra hasonló, alsó és felső testvonala azonos ívű. A test áttetsző, a hátúszó kissé megnyúlt, enyhén sárga és fekete színű éppúgy, mint a farok alatti úszó. A belső szerveket rejtő hártya látható. A gerincoszlop mentén színjátszó pontok futnak végig. A farokúszó villás, enyhén rózsaszínes árnyalatú. Megtalálhatjuk a pontylazacokra jellemző apró zsírúszót.

## Életmódja
Mindenevő.

## Szaporodása
A nőstényeket könnyű megkülönböztetni a hímektől, mivel nagyobbak és testük teltebb. A hímek kisebbek és hasvonaluk egyenesebb. Udvarláskor a hím „ráúszik” a nőstényre, a nőstény fölött a hátúszójánál folyamatosan követi párját. Ikráit széles levelű növényekre helyezi. Az ivadék apró szájú, mikroeleséget igényel.

## Tartása
Csapathal, ne tartsuk egyedül. Az akvárium összes szintjén mozog, gyors úszású, aktív hal. A vízhőmérsékletre nem érzékeny.